# Distretto di Tessala
Il distretto di Tessala è un distretto della provincia di Sidi Bel Abbes, in Algeria.

## Comuni
Il distretto di Téssala comprende 3 comuni:
- Tessala
- Aïn Thrid
- Sehala Thaoura